# Qualea tricolor
Qualea tricolor är en tvåhjärtbladig växtart som beskrevs av Raymond Benoist. Qualea tricolor ingår i släktet Qualea och familjen Vochysiaceae. Inga underarter finns listade i Catalogue of Life.